# Aeroporto di Kivalina
L'Aeroporto civile di Kivalina (IATA: KVL, ICAO: PAVL) (in inglese Kivalina Airport) è un aeroporto civile situato nella città di Kivalina in Alaska, negli Stati Uniti d'America.

## Servizi
L'aeroporto dispone di una pista d'atterraggio, di ghiaia, lunga 914 metri.